# Школа № 1247 имени Юргиса Балтрушайтиса
Школа № 1247 имени Юргиса Балтрушайтиса (Государственное образовательное учреждение средняя общеобразовательная школа с этнокультурным литовским компонентом образования № 1247 имени Юргиса Балтрушайтиса) — государственная средняя образовательная школа, действующая в Москве с 1993 года.

## История школы
1 сентября 1992 года в помещении Посольства Литовской республики в Москве начала функционировать школа, в первом и втором классах которой обучались 20 детей. 
В 1994 году получила статус государственной, была зарегистрирована под номером 1247 и названа «Шальтинелис», что в переводе с литовского означает «Родничок».
В 1995 году школе было передано в эксплуатацию здание бывшего детского сада. На этом же месте в 2005 году по оригинальному проекту было возведено новое здание, а 15 ноября того же года распоряжением мэра г. Москвы школе было присвоено имя "Государственное образовательное учреждение средняя общеобразовательная школа с этнокультурным литовским компонентом образования №1247 имени Юргиса Балтрушайтиса.
Обучение в школе проходит на русском языке. Литовский язык изучается по трём уровням: как родной, как второй родной и как второй иностранный. Финансирование школы осуществляется Правительством города Москвы, программы предметов этнокультурного компонента поддерживает Министерство образования, науки и спорта Литвы.
В школе обучается 509 учащийся, работают 36 учителей. С момента создания по настоящее время школой руководит директор Сольвейга Прановна Валаткайте.
Школа находится в Центральном административном округе по адресу: Госпитальный переулок, дом 3, недалеко от станции метро «Бауманская».
Здание школы построено по уникальному проекту. В центре здания находится большой застеклённый атриум, украшенный коллекцией из 57 литовских флюгеров. В оформлении коридоров присутствуют гобелены, выполненные литовскими мастерами, фотографии известных литовцев и репродукции старинных гравюр. В актовом зале находятся три изготовленных вручную витража, посвящённых Юргису Балтрушайтису и его жене Марии. В оформлении столовой также прослеживаются литовские мотивы.